# 1993년 빌 클린턴 대통령 취임식
제42대 미국 대통령 빌 클린턴의 첫 취임식은 1993년 1월 20일 수요일, 워싱턴 D.C.의 미국 국회의사당 서쪽에서 열렸다. 이번 취임식은 52번째 취임식이며 빌 클린턴의 대통령 첫 임기와 앨 고어의 부통령 임기 시작을 알렸다. 첫 취임 당시 46년 154일세였던 클린턴은 세 번째로 젊은 대통령이자 베이비 부머 세대 출신으로는 첫 번째 대통령이었다.

## 취임 전 행사

### 내셔널 몰 재결합
아메리카스 리유니언 온 더 몰은 1993년 대통령 취임 축하 행사의 일환으로 1월 17일부터 19일까지 열린 이틀간의 다단계 축제였다. 백만 명의 사람들이 캐피틀힐과 워싱턴 기념탑 사이의 내셔널 몰에서 열린 이 행사에 참여했다. 국회의사당에서 워싱턴 기념탑까지 이어지는 텐트들로 인해, 이 축제는 내셔널 몰에서 열린 축제 중 가장 큰 축제로 기록되었다. 축제를 시작한 두 시간짜리 야외 콘서트는 클린턴/고어 취임식을 시작했다. 수십만 명의 사람들이 마이클 잭슨, 아레사 프랭클린, 마이클 볼튼, 토니 베넷, 밥 딜런, 다이애나 로스, 래퍼 LL 쿨 J가 출연한 무료 콘서트에 참석했다. 그 일요일 메트로레일은 440,138명의 승객을 기록하며 1992년 4월 5일 여성의 삶을 위한 행진에서 세워진 일요일 기록을 깨고, 다음 7월 4일에 깨질 기록을 세웠다.

### 취임 기념 벨 울리기 행사
1월 17일, 빌 클린턴 대통령 당선자는 워싱턴 D.C.에서 버지니아주 알링턴까지 메모리얼 브리지를 건너는 행진을 이끈 후, 짧은 벨 울리기 행사에서 군중에게 연설하며 취임을 기념했다. 이 행사에는 우주왕복선 인데버 승무원들의 짧은 비디오테이프와 성명서가 포함되었고, NASA 휴스턴 미션 컨트롤, 로스앤젤레스 남부 중앙, 오클라호마, 내슈빌, 샌프란시스코, 탤러해시, 리틀록, 샌안토니오, 필라델피아, 애리조나 캠스 캐년, 애틀랜타 등에서 생중계 영상 링크가 연결되어, 전국적인 단결을 보여주기 위해 벨 울리기 행사에 참여하려는 군중이 모였다. 오후 6시에 클린턴과 고어는 자녀들의 도움을 받아 벨에 연결된 붉은 밧줄을 잡고 전국적인 벨 울리기 행사를 이끌었다. 화려한 불꽃놀이가 이날 저녁 공개 행사의 끝을 장식했다.

### 알링턴 국립묘지 방문
1월 19일, 클린턴은 알링턴 국립묘지를 방문하여 존 F. 케네디와 로버트 F. 케네디의 묘지를 찾았다. 이 방문은 클린턴의 일정에 없었으며, 소수의 기자와 사진작가만이 150야드 떨어진 곳에서 이 모임을 지켜볼 수 있었다. 클린턴 부부는 묘비 앞에서 잠시 무릎을 꿇은 후, 대통령 선거 운동 중이던 1968년 6월 5일 총격당한 로버트 F. 케네디의 묘지에 흰 장미를 한 송이씩 놓았다. 클린턴은 이어서 존 F. 케네디의 묘지로 혼자 걸어가 흰 장미 한 송이를 더 놓았고, 묘비 앞에서 몇 초간 무릎을 꿇었다. 클린턴은 1963년 십대 시절에 케네디 대통령을 잠시 만난 적이 있으며, 그 만남이 그를 공직에 입문하게 된 계기라고 말한다.

### 취임식 특별 행사
1993년 1월 19일, 마이클 잭슨, 바브라 스트라이샌드, 엘튼 존, 척 베리, 리틀 리처드, 주디 콜린스, 아레사 프랭클린, 마이클 볼튼, 앨빈 에일리 댄스 트룹, 코미디언 체비 체이스와 빌 코스비, 배우 잭 레먼, 제임스 얼 존스, 워런 비티, 에드워드 제임스 올모스 등이 출연하고, 재즈 올스타 밴드인 T. S. 몽크, 허비 행콕, 윈튼 마살리스, 클라크 테리, 앨 그레이, 론 카터, 그로버 워싱턴 주니어, 일리노이 자케, 웨인 쇼터가 함께 랜도버에 있는 캐피털 센터에서 열린 제42회 대통령 취임 축하 갈라에서 클린턴을 기리기 위한 공연을 했다.
특별히 재결성된 플리트우드 맥은 클린턴의 캠페인 송인 "돈 스톱"을 공연하기 위해 무대에 올랐다. 스티비 닉스는 "잊을 수 없는 경험 중 하나였다"고 말했다. "빌은 정말 활기찼어요... 마이클 잭슨은 화장품을 잃어버려서 좀 빌려달라고 했는데, 내 파운데이션을 보내줬더니 색깔이 맞지 않았어요. 그는 커다란 '고마워요'라는 쪽지와 함께 돌려줬죠."

### 어린이 취임식
또한 1월 19일, 클린턴 부부는 케네디 센터에서 어린 관객을 위한 행사에 참여했다. 두 시간짜리 별도 특집으로 기획된 어린이 취임 축하 행사와 청소년 취임 축하 행사는 모두 디즈니 채널에서 생중계되었다.
어린이 취임 축하 행사는 마키 포스트가 진행했으며, 미스터 로저스, 커밋 더 프로그, 라피, 에밀루 해리스, 로잔 캐시, 그리고 어드벤처스 인 원더랜드 출연진이 출연했다. 특히, 이 스페셜의 피날레 동안 스티브 휘트미어는 힐러리 클린턴의 어깨에 커밋 더 프로그 인형을 올려놓고 마지막 노래를 불렀으며, 이 사진은 전국 신문에 실렸다.
이어서 윌 스미스가 진행한 청소년 취임 축하 행사가 열렸으며, 클래런스 클레먼스, 보이즈 투 멘, 셀린 디옹, 케니 로긴스, 버네사 윌리엄스, 제이 R. 퍼거슨, 앨 고어, 조프리 발레단, L.A. 유스 앙상블 극단, 그리고 미키 마우스 클럽 출연진이 출연했다.

## 취임 행사

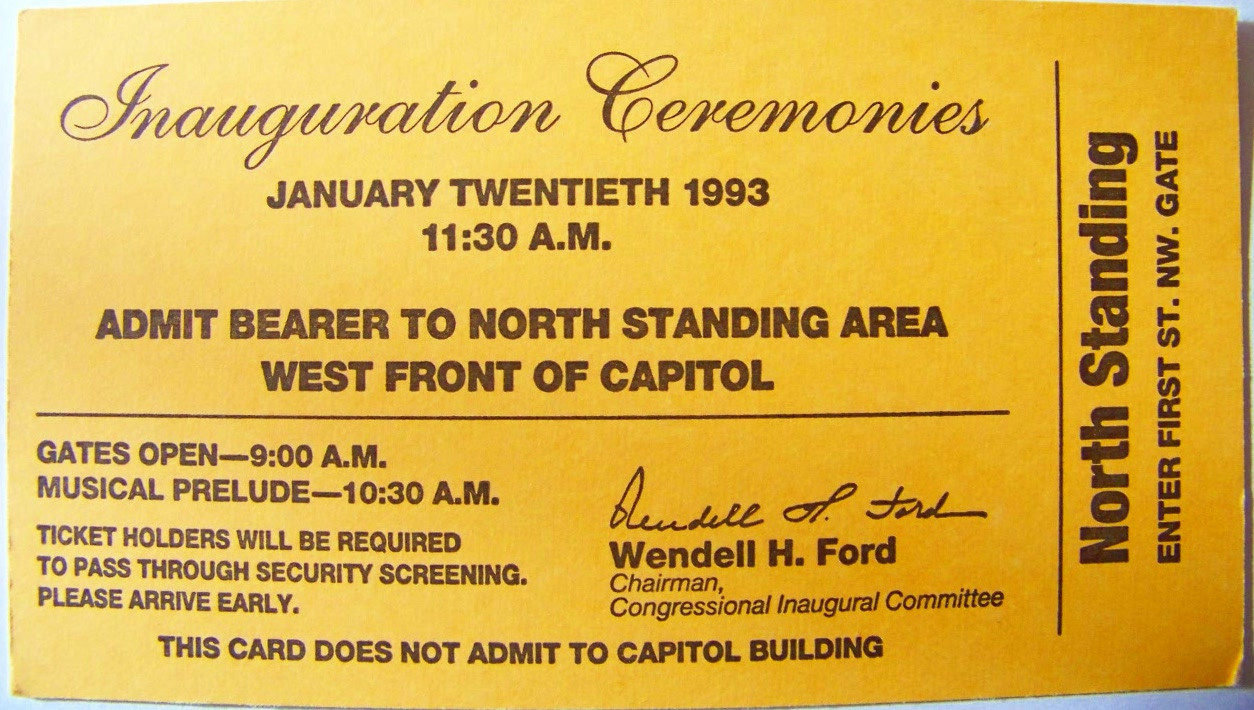
취임식을 위한 캐피틀힐 스탠딩 구역 출입증

### 조직
클린턴의 취임식 및 오찬은 1901년 이후 모든 취임식이 그랬듯이 취임식 의회 합동 위원회가 계획하고 실행했다. 웬델 H. 포드 상원의원이 클린턴의 첫 취임식 위원장을 맡았다. 위원회는 취임식에 3억 3천 3백만 달러를 지출한 것으로 추정된다.

### 부통령 선서
행사는 부통령의 취임 선서로 시작되었다. 바이런 화이트 미국의 연방 대법원 대법관이 앨버트 A. 고어 주니어에게 선서를 주관했다. 부통령의 취임 선서는 헌법에 명시되어 있지 않지만, 고어는 현재 상원의원, 하원의원, 그리고 다른 정부 관리들이 사용하는 선서 형태를 사용했다.
나 앨버트 고어 주니어는 모든 국내외 적들로부터 미국 헌법을 지지하고 수호할 것을 엄숙히 맹세한다. 나는 같은 헌법에 대한 진정한 신의와 충성을 다할 것이며, 어떠한 정신적 유보나 회피의 목적 없이 자발적으로 이 의무를 수행할 것을 맹세하며, 내가 맡게 될 직무를 성실히 수행할 것을 맹세한다. 하느님, 저를 도우소서.

### 대통령 선서
정오에 대법원장 윌리엄 렌퀴스트는 클린턴에게 취임 선서를 주관했다. 선서는 할머니가 그에게 준 킹 제임스 성경에 손을 얹고 맹세되었다. 그의 옆에는 딸 첼시 클린턴과 아내 힐러리 클린턴이 서 있었는데, 힐러리는 갈라디아서 6장 9절이 펼쳐진 성경을 들고 있었다.
클린턴은 헌법에 명시된 대로 다음을 낭독했다.
나 윌리엄 제퍼슨 클린턴은 미국 대통령직을 충실히 수행하고, 최선을 다해 미국 헌법을 보존하고, 보호하고, 수호할 것을 엄숙히 맹세합니다. [하느님, 저를 도우소서.]

### 대통령 연설
지미 카터 이후 12년 만의 첫 민주당 대통령인 클린턴은 취임 연설을 했다. 1,598단어의 연설에서 클린턴은 지도자로서의 자신의 의도를 국민에게 알렸다. 클린턴은 변화를 두려워할 것이 아니라 긍정적인 요소로 묘사했다. 그는 청중들에게 미국이 대공황과 남북 전쟁과 같은 사례를 통해 과감한 행동으로 어려움을 극복하고 더 나은 방향으로 스스로를 재창조해 온 역사를 가지고 있음을 상기시켰다. 탈냉전 시대에 선출된 첫 대통령으로서 클린턴은 미국의 갱신 중요성을 강조하고, 미국에 긍정적인 변화를 만들기 위해 노력할 것임을 시사했다. 클린턴의 연설 후 미국 국가인 "성조기여 영원하라"와 미국 애국가인 "하느님께서 미국을 축복하시리"가 연주되었다.

### 시 낭독
클린턴의 취임 연설 후 마야 앤절로는 그녀의 시 "On the Pulse of Morning"을 낭독했다. 앤젤로가 취임식을 위해 특별히 쓴 이 시는 클린턴의 취임 연설과 공통된 주제, 즉 변화, 책임, 그리고 경제적 안정을 확립하는 데 있어 대통령과 시민의 역할을 담고 있었다. 앤젤로는 대통령 취임식에서 시를 낭독한 역사상 두 번째 시인이 되었는데, 로버트 프로스트는 1961년 존 F. 케네디의 취임식에서 시를 낭독한 첫 번째 시인이었다.

### 종교적 요소
1937년 이래로 취임식에는 하나 이상의 기도가 포함되었다. 클린턴의 첫 취임식에서는 빌리 그레이엄 목사가 축복 기도를 했는데, 그는 조지 W. 부시의 첫 취임식과 빌 클린턴의 두 번째 취임식에서도 축복 기도를 했다.
우리 하나님, 우리 아버지, 우리는 새로운 대통령과 부통령을 취임하는 이 역사적인 순간에 감사드립니다. 우리 선조들이 주신 도덕적이고 영적인 기초에 감사드리며, 이는 성경에 깊이 뿌리내리고 있습니다. 이 원칙들은 과거에 우리 나라를 양육하고 인도했지만, 우리가 의로운 민족이라고는 말할 수 없습니다. 우리는 주님께 죄를 지었습니다. 우리는 바람을 뿌리고 폭풍을 거두고 있으며, 범죄, 마약 남용, 인종차별, 부도덕, 사회 불의의 소용돌이를 겪고 있습니다. 우리는 우리의 죄를 회개하고 믿음으로 주님께 돌아와야 합니다.

그리고 이제, 1993년 1월 20일, 우리는 이 나라 역사상 이 중요한 시기에 주님께서 지도자가 되도록 허락하신 클린턴 대통령 당선자와 고어 부통령 당선자를 주님께 맡깁니다. 그들이 선출된 직책을 주님으로부터 받은 신성한 신뢰로 항상 여기도록 도와주십시오. 우리는 많은 책임과 부담을 함께 나눌 그들의 아내들을 축복하시기를 기도합니다. 클린턴 대통령 당선자가 결코 혼자가 아니며 영원하신 하나님이 그의 피난처가 되시며 모든 상황에서 주님께 돌아갈 수 있음을 알게 하십시오. 구하는 자에게 약속하신 지혜와 주님만이 주실 수 있는 힘을 주십시오. 우리는 그의 전임자 부시 대통령과 그가 이 직책에 바친 헌신에 감사드립니다. 그와 부시 여사가 다른 분야에서 우리나라에 대한 헌신적인 봉사를 계속하도록 축복하십시오. 우리는 이 취임식을 주님께 맡기며, 이 행사의 기억이 항상 우리 지도자들을 위해 기도하도록 상기시켜 주시기를 간구합니다. 놀라운 상담자, 전능하신 하나님, 영원한 아버지, 평화의 왕이라고 불리는 분의 이름으로 기도합니다. 아멘.

### 참석자
클린턴 취임식은 당시 취임식 역사상 두 번째로 많은 인파인 약 80만 명을 끌어모았다. 존슨 취임식은 약 120만 명을, 오바마의 취임식은 2008년에 190만 명, 2012년에 100만 명을 끌어모아 2017년 기준 네 번째로 큰 규모였다. 이 대규모 인파는 하루 동안 811,257명의 메트로 탑승 기록을 세웠는데, 이는 메트로레일 역사상 가장 오랫동안 유지된 기록으로 11년 4개월 동안 지속되다가 레이건 장례 행렬에 의해 깨졌다.
행사에서 3.1마일 떨어진 로널드 레이건 워싱턴 내셔널 공항의 정오 날씨는 4 °C (39 °F), 풍속 8 mph, 맑음이었다.

## 취임 후 전통

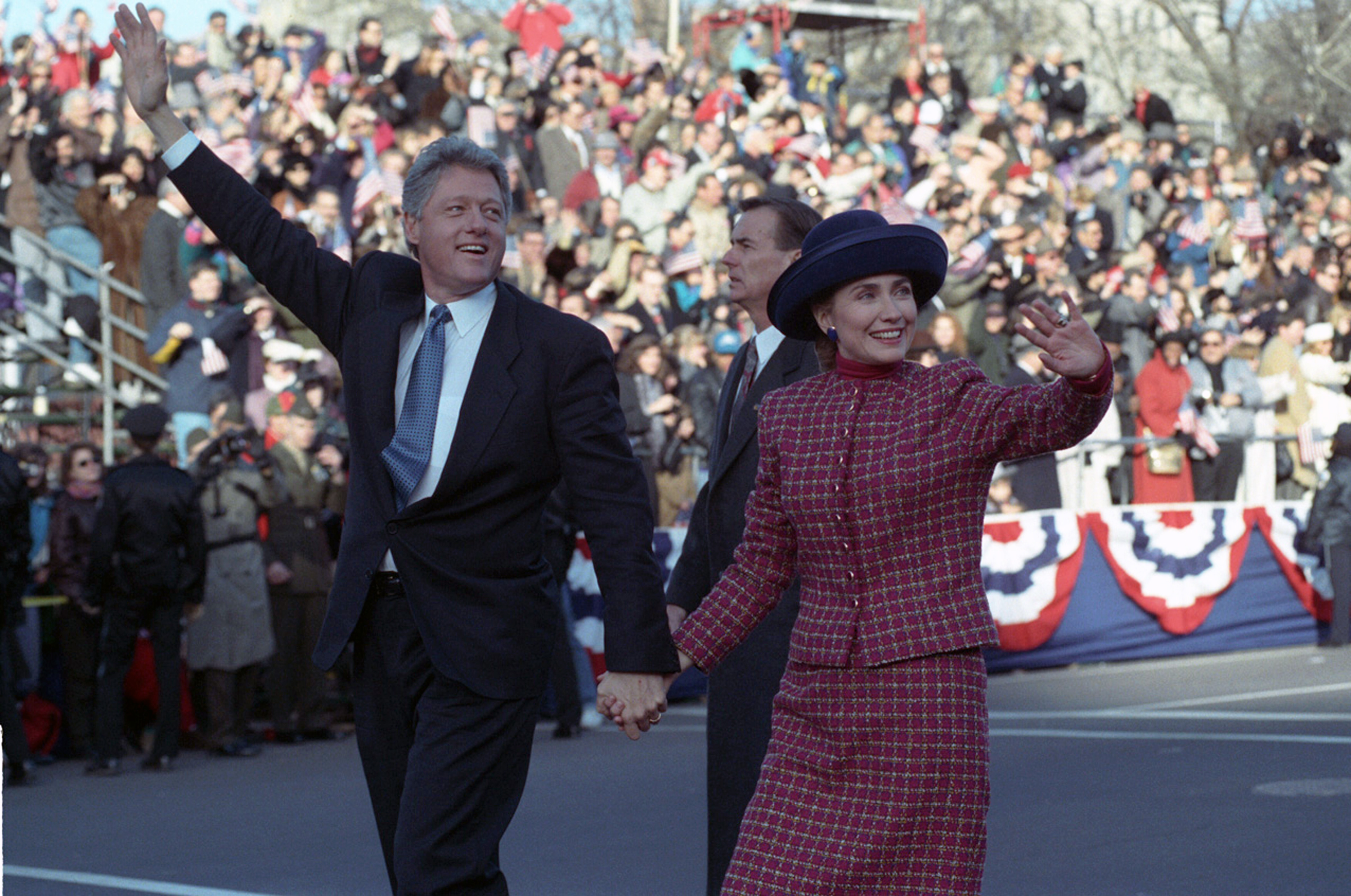
행렬 중인 대통령과 영부인

### 전임 대통령 이임
미국 국회의사당 서쪽 정면에서 열린 취임식이 끝난 후, 클린턴 대통령, 영부인 힐러리 클린턴, 앨 고어 부통령, 티퍼 고어는 조지 H. W. 부시 전 대통령과 바버라 부시 전 영부인을 미국 국회의사당 동쪽에서 열린 이임식까지 에스코트했다. 조지 H. W. 부시와 그의 아내 바버라는 이후 비행기를 타고 휴스턴으로 돌아갔다.

### 의회 오찬
클린턴과 고어는 취임식 직후 미국 의회가 주최하는 오찬에 주빈으로 참석했다. 오찬은 조각상 홀에서 열렸으며, 의회 양원의 지도자들과 대통령 및 부통령의 손님들이 참석했다. 전통적으로 조지 H. W. 부시 전 대통령과 댄 퀘일 전 부통령은 참석하지 않았다.

### 취임식 퍼레이드
오찬 후, 클린턴과 그의 아내는 펜실베이니아 애비뉴를 따라 백악관으로 향했고, 그 뒤를 이어 의례 군악대, 시민 단체, 고적대, 플로트들의 행렬이 뒤따랐다. 클린턴 부부는 펜실베이니아 애비뉴를 따라 리무진을 타고 늘어선 군중의 환호 속에서 이동했다. 클린턴 부부는 리무진에서 내려 백악관까지 남은 몇 블록을 걸어갔고, 몇 분 뒤에 고어 부부가 뒤따랐다.

### 취임 무도회

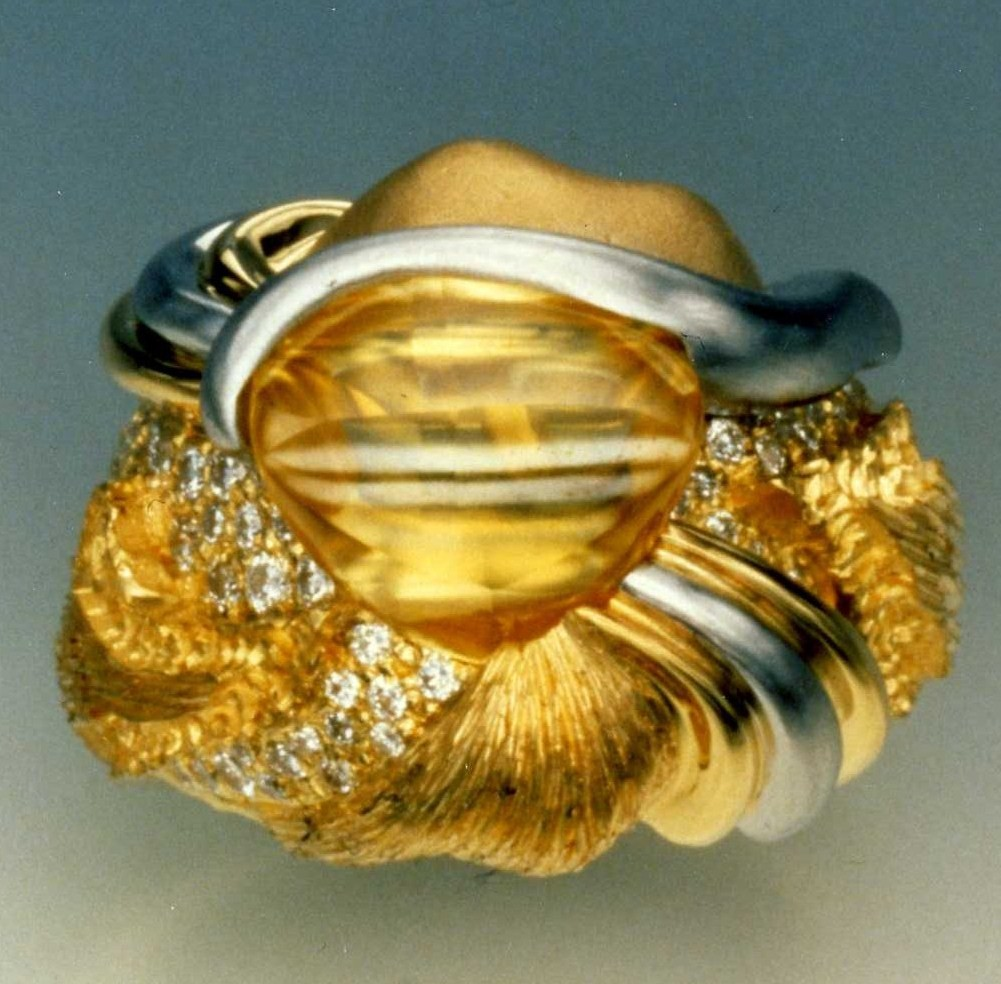
취임 무도회에서 힐러리 클린턴을 위해 1992년 뒤네이 세팅으로 제작된 아칸소 다이아몬드 반지

퍼레이드가 끝난 후, 대통령, 부통령과 그들의 가족은 그들을 기리는 11개의 공식 취임 무도회에 참석했다. 이 무도회가 열린 장소는 국립항공우주박물관, D.C. 아모리, D.C. 컨벤션 센터, 케네디 센터, 국립 건축 박물관, 올드 포스트 오피스 파빌리온 (청소년 무도회), 옴니 쇼어햄 호텔, S. 딜런 리플리 센터, 쉐라톤 워싱턴 호텔, 유니언 스테이션, 워싱턴 힐튼 등이었다.

## 취임 위원회 위원
- 웬델 H. 포드 상원의원 (민주-켄터키), 위원장
- 조지 J. 미첼 상원의원 (민주-메인)
- 테드 스티븐스 상원의원 (공화-알래스카)
- 톰 폴리 하원의원 (민주-워싱턴)
- 딕 게파트 하원의원 (민주-미주리)
- 로버트 H. 미첼 하원의원 (공화-일리노이)
- 존 챔버스, 전무이사 (전 UPI 기자, 휘태커 체임버스의 아들, 이전에 로널드 레이건의 두 번째 취임식 전무이사 역임)[29]

## 같이 보기
- 빌 클린턴 행정부
- 빌 클린턴의 대통령직 인수
- 1997년 빌 클린턴 대통령 취임식
- 빌 클린턴 행정부의 연표 (1993년)
- 1992년 미국 대통령 선거
- 빌 클린턴 1992년 대통령 선거 운동